# Built to Destroy
Built to Destroy es el cuarto álbum de estudio de la banda inglesa de hard rock y heavy metal Michael Schenker Group, publicado en 1983 por Chrysalis Records para Norteamérica y por BGO Records para el Reino Unido, cuya diferencia era el orden y la duración de ciertas canciones. La producción marcó el regreso de Gary Barden como vocalista, tras el despido de Graham Bonnet en 1982 luego de serias discusiones con Michael Schenker. Además, fue el último trabajo de estudio de la banda por más de una década, ya que años más tarde Schenker separó el grupo para formar McAuley Schenker Group junto con el cantante Robin McAuley.
En 2009, el sello Chrysalis remasterizó el álbum con una mezcla de las ediciones norteamericana e inglesa, que se tituló Rock Will Never Die (Walk the Stage). Por otro lado, la instrumental «Captain Nemo» es empleada como tema principal por Eddie Trunk en sus programas radiales Friday Night Rocks de WAXQ y de Trunk Nation de la estación Hair Nation. Cabe señalar que el tema «Red Sky» fue coescrito por José Luis "Sherpa" Campuzano, bajista de Barón Rojo, que figura acreditado como Louis o J.Luis, según las distintas ediciones.

## Lista de canciones
| N.º | Título                         | Escritor(es)                           | Duración |  |
| 1.  | «Rock My Nights Away»          | Barden, Nye                            | 4:09     |  |
| 2.  | «I'm Gonna Make You Mine»      | Schenker, Barden, Nye, McKenna         | 4:18     |  |
| 3.  | «Dogs of War»                  | Barden, Nye                            | 4:23     |  |
| 4.  | «Systems Failing»              | Schenker, Barden                       | 4:25     |  |
| 5.  | «Captain Nemo»                 | Schenker                               | 3:22     |  |
| 6.  | «Still Love That Little Devil» | Schenker, Barden                       | 3:24     |  |
| 7.  | «Red Sky»                      | Schenker, Barden, Glen, McKenna, Louis | 5:15     |  |
| 8.  | «Time Waits (For No One)»      | Barden, Nye                            | 3:58     |  |
| 9.  | «Walk the Stage»               | Schenker, Barden                       | 5:55     |  |

| Reedición de 2009 |                           |                                        |          |  |
| N.º               | Título                    | Escritor(es)                           | Duración |  |
| 1.                | «I'm Gonna Make you Mine» | Schenker, Barden, Nye, McKenna         | 4:18     |  |
| 2.                | «Time Waits (For No One)» | Barden, Nye                            | 3:58     |  |
| 3.                | «Systems Failing»         | Schenker, Barden                       | 4:25     |  |
| 4.                | «Rock Will Never Die»     | Schenker, Barden                       | 5:55     |  |
| 5.                | «Red Sky»                 | Schenker, Barden, Glen, McKenna, Louis | 5:15     |  |
| 6.                | «Rock My Nights Away»     | Barden, Nye                            | 4:09     |  |
| 7.                | «Captain Nemo»            | Schenker                               | 3:22     |  |
| 8.                | «Dogs of War»             | Schenker, Barden                       | 4:23     |  |
| 9.                | «Still Love Little Devil» | Schenker, Barden                       | 3:24     |  |

## Posicionamiento en listas musicales
| País        | Lista (1983)       | Posición |
| ----------- | ------------------ | -------- |
| Japón       | Japan Albums Chart | 6        |
| Reino Unido | UK Albums Chart    | 23       |
| Suecia      | Sverigetopplistan  | 32       |

## Personal
- Gary Barden: voz
- Michael Schenker: guitarra eléctrica
- Chris Glen: bajo
- Andy Nye: teclados
- Ted McKenna: batería

Músico invitado
- Derek St. Holmes: voz principal en «I'm Gonna Make You Mine» y en la versión norteamericana de «Still Love That Little Devil»